# Campeonato Brasileño de Fútbol 1937
La Copa de Campeones (FBF)  organizado por la Federación Brasileña de Fútbol (FBF), fue la primera edición del Campeonato Brasileño, unificado oficialmente por la CBF. Lo ganó el Clube Atlético Mineiro, consiguiendo así su primer título brasileño de la historia.

El Atlético Mineiro es, desde la noche anterior, el Campeón de campeones. Notable y digno es, sin duda, el logro del prestigioso club de Minas Gerais. Compitiendo con equipos valiosos, todos campeones estaduales, y el cual se destacaba como un claro favorito el Fluminense FC, campeón carioca. El Atlético, que produjo actuaciones de lujo, logró el título mismo antes de finalizar su participación en el torneo.
 O Globo, 1937.

## Historia
En 1937 la Federação Brasileira de Football reunió a los principales campeones estaduales de 1936 para una competición de carácter oficial. En total, fueron seis equipos de cinco estados y dos regiones de Brasil: Distrito Federal, Río de Janeiro, Minas Gerais y Espírito Santo —estados de la Región Oriental—; y São Paulo, estado de la Región Meridional. Los participantes fueran: Fluminense FC, campeón carioca de 1936; Portuguesa de Desportos, campeón paulista de 1936; Atlético, campeón mineiro de 1936; Rio Branco AC, campeón capixaba de 1936; SC Aliança, campeón campista de 1936; y la Liga Sportiva da Marinha, equipo dirigido por el famoso entrenador Nicolas Ladany.
El Fluminense fue indicado por la prensa deportiva de la época como el candidato absoluto al título. El Tricolor Carioca tenía un equipo extraordinario, formado por jugadores de gran categoría como Carlos Brant y Adolpho Milman «Russo»; Preguinho (mundialista en Uruguay'30); Batatais, Hércules Miranda y Romeu Pellicciari (convocados para Francia'38). Para muchos, este fue el mejor equipo de la historia del Fluminense: fue con esta escuadra que el club ganó el Campeonato Carioca de 1936, derrotando en la final al CR Flamengo de Leônidas da Silva y Domingos da Guia. La prensa también señaló que el principal rival del equipo de Río en la lucha por el título sería el Atlético, que también ofrecía jugadores de renombre nacional como Zezé Procópio (convocado para Francia'38), Kafunga, Luiz Bazzoni y Guará.
Como era esperado por todos, Fluminense y Atlético protagonizaron la gran rivalidad del torneo. En la primera ronda, el Fluminense venció al Atlético por 6-0 en el Estadio das Laranjeiras; en el returno, en un partido celebrado en el Estadio de Lourdes, el Atlético ganaba 4-1 al Fluminense. Después de seis rondas el Galo logró cuatro victorias, un empate y sufrió sólo una derrota, siendo coronado como campeón del torneo. El título tuvo gran repercusión nacional, y varios años más tarde continuó siendo muy valorado. Un claro ejemplo fue en 1971, cuando el Atlético ganó el título del Campeonato Brasileño y diversos medios de comunicación anunciaron que en realidad era el segundo título nacional del club. En 2010 —cuando la CBF unificó los títulos de la Taça Brasil, Robertão y Brasileirão— se consideró la inclusión del título de 1937. Sin embargo, el mismo Atlético rechazó la posibilidad.
En diciembre de 2021, el Atlético-MG, a través del presidente Sérgio Coelho, mostró interés en que el Torneo de Campeones de 1937 fuera equivalente al Campeonato Brasileño, pero no presentó una solicitud formal en aquel ese año.
El 25 de agosto de 2023, la CBF oficializó el Torneo de Campeones como primera edición del Campeonato Brasileño, ratificando la unificación.

## Fase preliminar
|  | Semifinales     | Semifinales     |            |   | Final | Final |
|  |                 |                 |            |   |       |       |
|  | ㅤ              |                 |            |   |       |       |
|  |                 |                 |            |   |       |       |
|  | Rio Branco      |                 |            |   |       |       |
|  | ㅤ              |                 |            |   |       |       |
|  | ㅤ              | ㅤ              |            |   |       |       |
|  | ㅤ              | ㅤ              | Rio Branco | 2 |       |       |
|  | ㅤ              |                 | Rio Branco | 2 |       |       |
|  |                 | Liga da Marinha | 0          |   |       |       |
|  | Liga da Marinha | Liga da Marinha | 0          | 2 |       |       |
|  | Liga da Marinha |                 |            | 2 |       |       |
|  | Aliança         | 0               |            |   |       |       |
|  | Aliança         | 0               |            |   |       |       |

### Fase Preliminar
| 6 de enero de 1937 | Aliança | 0:2 | Liga da Marinha | Campo da Usina, Campo dos Goytacazes, RJ |                           |
|                    |         |     | Paranhos · Aldo | Árbitro(s): Roberto Porto                | Árbitro(s): Roberto Porto |

| 11 de enero de 1937 | Rio Branco | 2:0 | Liga da Marinha | Bley, Vitória, ES         |                           |
|                     | Caxambú    |     |                 | Árbitro(s): Roberto Porto | Árbitro(s): Roberto Porto |

## Fase final
| Pos. | Equipo           | Pts. | PJ | PG | PE | PP | GF | GC | Dif. |
| ---- | ---------------- | ---- | -- | -- | -- | -- | -- | -- | ---- |
| 1.º  | Atlético Mineiro | 9    | 6  | 4  | 1  | 1  | 18 | 11 | 7    |
| 2.º  | Fluminense       | 6    | 6  | 3  | 0  | 3  | 22 | 16 | 6    |
| 3.º  | Rio Branco       | 5    | 6  | 2  | 1  | 3  | 11 | 20 | −9   |
| 4.º  | Portuguesa       | 4    | 6  | 2  | 0  | 4  | 14 | 18 | −4   |

|  | Campeón |

## Clasificación final
| Pos. | Equipo           | Pts. | PJ | PG | PE | PP | GF | GC | Dif. |
| ---- | ---------------- | ---- | -- | -- | -- | -- | -- | -- | ---- |
| 1.º  | Atlético Mineiro | 9    | 6  | 4  | 1  | 1  | 18 | 11 | 7    |
| 2.º  | Fluminense       | 6    | 6  | 3  | 0  | 3  | 22 | 16 | 6    |
| 3.º  | Rio Branco       | 7    | 7  | 3  | 1  | 3  | 13 | 20 | −7   |
| 4.º  | Portuguesa       | 4    | 6  | 2  | 0  | 4  | 14 | 18 | −4   |
| 5.º  | Liga da Marinha  | 2    | 2  | 1  | 0  | 1  | 2  | 2  | 0    |
| 6.º  | Aliança          | 0    | 1  | 0  | 0  | 1  | 0  | 2  | −2   |

|  | Campeón |